# Айбулатов, Николай Александрович
Николай Александрович Айбулатов (29 мая 1930—6 октября 2007) — советский и российский учёный-океанолог, морской геолог, доктор географических наук (1986), профессор. Заслуженный эколог Российской Федерации (1999), лауреат премии имени О. Ю. Шмидта (2001).

## Биография
Родился 29 мая 1930 года в селе Палихово (Московская область) в семье рабочих.
В 1949 году окончил 10 классов школы № 25 города Серпухова.
В 1954 году окончил Географический факультет МГУ и был распределён в Черноморскую экспериментальную научно-исследовательскую станцию Института океанологии АН СССР в городе Геленджике. Был в геологических экспедициях в Азербайджане, Дагестане и на Байкале, где изучал динамику и морфологию морских берегов и дна.
В 1954—1966 годах занимался проблемами динамики осадчего материала в прибрежной зоне моря, в 1967—1977 годах занимался разработкой методов океанологических исследований с помощью гипербарических лабораторий («Черномор», «Спрут») и обитаемых подводных аппаратов («Аргус», «Пайсис»), руководил и непосредственно участвовал в подводных экспериментах по длительному пребыванию человека под водой в гипербарических устройствах.
С 1987 по 2005 год был заведующим Лабораторией шельфа и морских берегов имени В. П. Зенковича Института океанологии имени П. П. Ширшова РАН.
Был участником и руководителем около 40 экспедиций на Чёрном, Азовском, Балтийском, Баренцевом, Карском, Средиземном, Карибском морях, озере Байкал и в Северную Атлантику.
Специалист в области исследования прибрежной и шельфовой зоны морей, разрабатывал и проводил уникальные натурные эксперименты по изучению динамики морских песчаных наносов.
Создатель отдельной отрасли науки — геоэкологии моря.
Скончался 6 октября 2007 года. Похоронен на Востряковском кладбище.

## Память
С 2009 года секция «Геоэкология морей и океанов» Международной научной конференции по морской геологии носит имя Н. А. Айбулатова.

## Награды, звания и премии
- 1959 — Малая серебряная медаль ВДНХ СССР, за разработку и внедрение методики изучения движения песчаных наносов в береговой зоне моря.
- 1968 — Премия Президиума АН СССР
- 1999 — Заслуженный эколог Российской Федерации[3]
- 2001 — Премия имени О. Ю. Шмидта, за монографию «Экологическое эхо холодной войны в морях Российской Арктики»
- 2006 — Орден «За морские заслуги»[4]